# Похвала кнезу Лазару
Похвала кнезу Лазару је вез на платну, дело монахиње Јефимије. Похвалу је монахиња извезла у част кнеза Лазара почетком 15. века. Похвала кнезу Лазару је направљена као ћивот (покров преко ковчега) за убијеног кнеза и сматра се ремек-делом везиљске уметности. Спада у најзначајније песничке творевине српске средњовековне књижевности и важан је историјски извор.
Јефимија је саставила Похвалу кнезу Лазару непосредно пред битку код Ангоре (Анкаре) 1402. године. Тада су Лазарови синови, Стефан и Вук Лазаревић, као Бајазитови вазали отишли преко мора у бој против Монгола који су под Тамерланом (Тимур Ленком) напали, а касније и поразили Турке. Основни мотив за настанак Похвале је Јефимијино дубоко поштовање и захвалност које је осећала према кнезу Лазару, кога је описала као човека ратника и мученика.
Похвала кнезу Лазару је извезена позлаћеном жицом на црвеној свили, а димензије платна су . Покров се данас чува у Музеју Српске православне цркве у Београду, а Лазарове мошти у његовој задужбини, у манастиру Раваница.

## Анализа дела
Јефимијина похвала спада у најлепше песничке творевине средњовековне књижевности.
Дело се састоји од четири целине:
- У првом делу песме истичу се заслуге кнеза Лазара.

У духу већ установљене посткосовске традиције, Јефимија велича „новог мученика“, кнеза Лазара, који је својом смрћу на бојном пољу постигао двоструки подвиг: оставио је „пропадљиву висоту земаљског господства“ и „сјединио се са војницима небеског цара“:
И тако две жеље постигао јеси: и змију убио јеси и мучења венац примио јеси од Бога.
Истичу се заслуге кнеза Лазара да је био праведан и побожан владар, храбар војсковођа, да је био заштитник вере, спреман на жртву и да је добио и понео мученички венац.
- У другом делу Похвале Јефимија моли кнеза Лазара да се заузме за њих.

Монахиња тражи од кнеза да се моли Богу за њих, за своја чеда. Она наводи редом имена светих ратника: Георгија, Димитрија, Теодора Стратилата, Теодора Тирона, Меркурија и Прокопија и моли их да буду од помоћи Лазаревим синовима који су са Бајазитом кренули у битку против Тимур Ленка.
- У трећем делу текста описано је стање у Србији након смрти кнеза Лазара.
- Четврти део текста је посвећен личној захвалности и скромности у ком монахиња изјављује љубав и поштовање према кнезу.

Јефимија је смерна и скромна и сматра да је њена похвала мали принос и да не исказује све његове заслуге. Оно што Јефимију мучи садржано је у молби кнезу Лазару на крају песме. Она га моли да јој да снаге да издржи и не клоне духом и да је ослободи неиздрживог осећања неспокојства и страха, због опште ситуације у Србији и због бриге за Стефана и Вука. Поред Лазареве личности, у Похвали се огледа и личност монахиње Јефимије. Лична нота одваја овај Јефимијин запис од круга сличних текстова.

### Тема и мотиви
Похвала је писана свечаним изразима и прожимају је родољубива и племенита осећања. Тема уметничког дела је достојанство личности, осећање патње и ужас робовања.
Књижевна врста Похвале је песма у прози. Мотиви телесне и душевне буре прехрањивања који се појављују у Јефимијиним речима истоветни су са мотивима у делу монаха Исаије Србина неколико деценија пре, а који осликавају стање глади и несреће доласком Турака Османлија на Балкан.
Елементи песме су: осећања, ритам, рима, песничке слике, асонанца и алитерација.

## О ауторки
Монахиња Јефимија је рођена око 1350, а умрла је после 1405. године. Пре замонашења носила је име Јелена и била је жена деспота Угљеше Мрњавчевића. После погибије мужа у Маричкој бици 1371. године, замонашила се у манастиру Жупања и узела име Јефимија. Кнез Лазар ју је примио да живи на његовом двору и тако је Јефимија била очевидац дешавања у тадашњој косовског страдања, Лазареве смрти, као и вазалне Србије која је послала војску за битку код Ангоре 1402. године. Сахрањена је у манастиру Љубостиња, где се и данас чувају њени остаци.
У српској књижевности монахиња Јефимија је остала позната по три своја дела високе уметничке вредности који су сачувани у материјалу:
- Туга за младенцем Угљешом је уписана у двоструку дрвену иконицу, даровану манастиру Хиландару. У двема синтаксичким целинама Јефимија казује о свом дару у ком се обраћа Исусу Христосу и Богородици.
- Запис на Хиландарској завеси на завеси за царске двери (средњи део иконостаса) намењен Саборној цркви у Хиландару, извезен је „златном и сребрном жицом и свиленим концем плаве, малинове, смеђе и црне боје“.
- Похвала кнезу Лазару